# Zarr

SSS
Zarr – wieś w Armenii, w prowincji Kotajk. W 2011 roku liczyła 1337 mieszkańców.